# Carlo Antonio Carlone

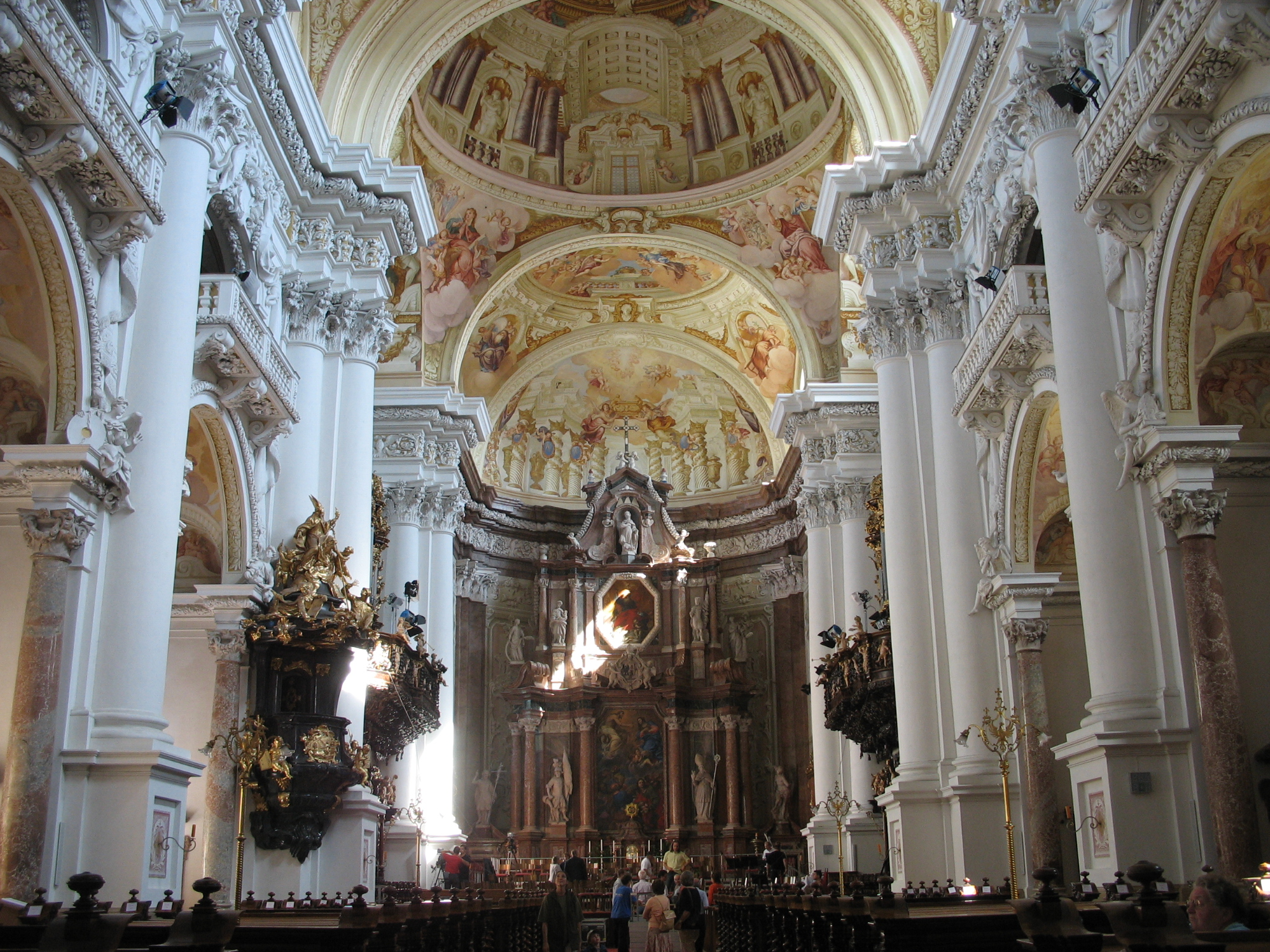
Chiesa dell'abbazia di San Floriano.

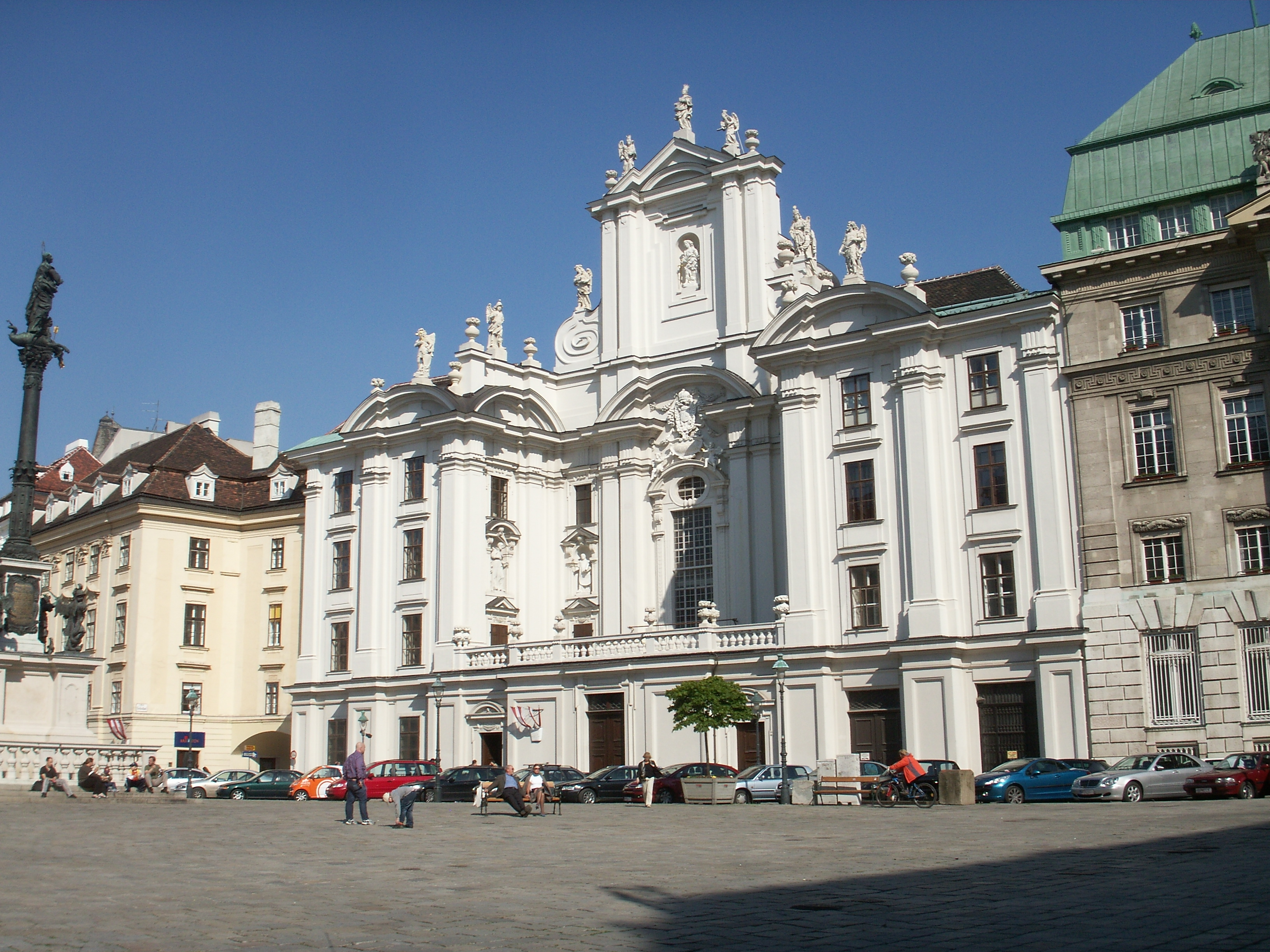
La facciata barocca della chiesa am Hof

Carlo Antonio Carlone (o Carloni) (Scaria d'Intelvi, 1635 – Passavia, 8 marzo 1708) è stato un architetto italiano.

## Biografia
Figlio di Pietro Francesco, nacque a Scaria d'Intelvi; suo fratello fu Giovanni Battista Carloni, stuccatore; con il padre e il fratello fu il principale esponente di una famiglia di artisti attivi in Austria e Germania dal Quattrocento all'Ottocento.
Lavorò innanzitutto presso Graz impegnato nella sala del Capitolo e nelle chiesa sul Frauenberg, poi nel Abbazia di Sankt Florian (1686-1705), dove innalzò la chiesa, ritenuta da alcuni critici il suo capolavoro.
Successivamente realizzò la cappella del castello di Marbach e altre opere minori presso conventi e monasteri dell'alta Austria e soprattutto la chiesa dei Gesuiti a Passavia, altro suo lavoro mirabile.
Altro progetto significativo è la facciata della chiesa am Hof di Vienna (1662), che di fatto costituisce la prima importante opera barocca dell'Austria.
Una delle sue ultime realizzazioni è la chiesa del Santuario di Gesù Bambino, avviata nei primi del XVIII secolo e completata da altri negli anni successivi.

## Opere
Bassa Austria
- Santuario della Natività di Maria a Maria Roggendorf, costruzione della torre est e restauro della chiesa dopo un incendio (dal 1695 al 1696)

Alta Austria

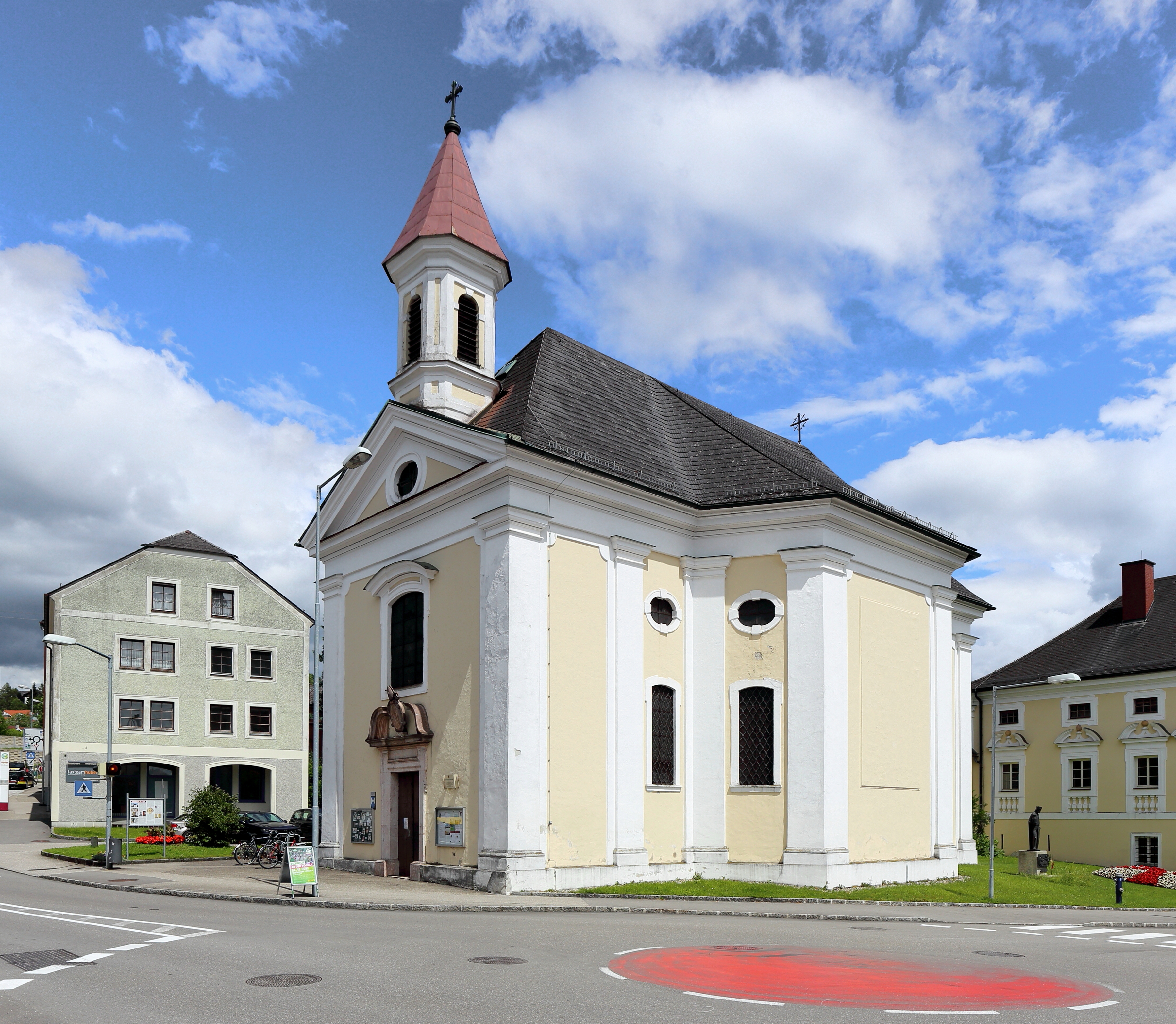
Chiesa di sant'Egidio a Vöcklabruck (1688)

- Convento di Schlierbach (dal 1680 al 1683)
- Convento di Garsten (dal 1680 al 1708)
- Abbazia di Kremsmünster: Trasformazione allo stile barocco della chiesa del Convento e della sua biblioteca (iniziato verso il 1680)
- Abbazia di San Floriano (dal 1686 al 1708)
- Cappella nel castello di Marbach (dal 1686 al 1689)
- Santuario della Santa Croce (1687 al 1690) (Kremsmünster)
- Chiesa di sant'Egidio a Vöcklabruck (1688)
- Chiesa parrocchiale di Freistadt (1690), trasformazione in stile barocco dell'interno della chiesa e della sagrestia
- Refettorio estivo del Convento di Reichersberg (dal 1691 al 1695)
- Chiesa parrocchiale di Santa Maria Maddalena a Oepping (dal 1693 al 1695)
- Chiesa parrocchiale dell'Assunta a Pfarrkirchen im Mühlkreis, trasformazione in stile barocco della chiesa (1695–1697)
- Chiesa parrocchiale di Ansfelden (dal 1696 al 1707)
- Trasformazione in stile barocco della ex chiesa conventuale dell'Abbazia di Baumgartenberg (verso il 1697),
- Trasformazione in stile barocco della chiesa parrocchiale di Rohrbach (dal 1697 al 1700),
- Santuario di Gesù Bambino (dal 1702 al 1708)
- Refettorio estivo del Convento di Lambach (dal 1706 al 1708)

Stiria
- Santuario di Frauenberg (1683)

Vienna
- Facciata della chiesa am Hof di Vienna (1662)